# Lafe (Arkansas)
Lafe é uma cidade  localizada no estado americano de Arkansas, no Condado de Greene.

## Demografia
Segundo o censo americano de 2000, a sua população era de 385 habitantes.
Em 2006, foi estimada uma população de 398, um aumento de 13 (3.4%).

## Geografia
De acordo com o United States Census Bureau, a localidade tem uma área de 5,4 km², sem área coberta por água. Lafe localiza-se a aproximadamente 87 m acima do nível do mar.

## Localidades na vizinhança
O diagrama seguinte representa as localidades num raio de 24 km ao redor de Lafe.